# Братеница (Сумская область)
Брате́ница (укр. Братениця) — село, Дмитровский сельский совет, Великописаревский район, Сумская область, Украина.
Код КОАТУУ — 5921281302. Население по переписи 2001 года составляло 347 человек.

## Географическое положение
Село Братеница находится на берегу реки Братеница, выше по течению на расстоянии в 2,5 км расположено село Лемещино (Золочевский район), ниже по течению примыкает село Дмитровка. На расстоянии в 0,5 км расположено село Шевченково. Село вытянуто вдоль реки на 7 км. На реке несколько запруд. Село примыкает к границе с Россией.